# National Women’s Soccer League 2020
Die National Women’s Soccer League 2020 war die achte Saison der US-amerikanischen Frauenfußballliga National Women’s Soccer League. Die reguläre Saison sollte ursprünglich am 18. April beginnen und am 18. Oktober 2020 enden. Aufgrund der Olympischen Sommerspiele 2020 sollte die Liga vom 20. bis 26. Juli eine Pause einlegen.
An die reguläre Saison sollte sich ein Play-off mit den vier besten Teams der Saison anschließen, welche in zwei Halbfinals sowie einem Finale die NWSL-Meisterschaft ausspielen sollten.
Aufgrund der COVID-19-Pandemie wurden am 12. März zunächst sämtliche Vorbereitungsspiele gestrichen. Zudem wurden durch die NWSL sämtliche Trainingsaktivitäten untersagt; zuletzt wurde diese Anordnung am 24. April bis einschließlich 15. Mai verlängert.
Am 27. Mai gab die NWSL bekannt, dass der Challenge Cup 2020 die Rückkehr zum Spielbetrieb nach der COVID-19-Pandemie darstellen wird. Das aus 25 Spielen bestehende Turnier wurde ohne Zuschauer vom 27. Juni bis 26. Juli ausgetragen und von Dell Loy Hansen, dem Eigentümer des Utah Royals FC, ausgerichtet. Am 22. Juni wurden die genauen Regeln für das Turnier veröffentlicht. Gleichzeitig erfolgte die Absage der regulären Saison und der Play-offs. Houston Dash gewann den Challenge Cup 2020.
Am 20. August kündigte die NWSL eine „Fall Series“ („Herbstserie“) an, in der jedes Team vier Spiele im September und Oktober absolvieren sollte. Um Reisen während der COVID-19-Pandemie zu minimieren, wurden die neun Teams in drei regionale Gruppen aufgeteilt. Der Portland Thorns FC gewann die Fall Series und den Verizon Community Shield.

## Franchises und Spielstätten
An der Saison 2020 sollten die neun Franchises der Vorsaison teilnehmen.
| Franchise              | Ort                  | Stadion                                    | Kapazität          |
| ---------------------- | -------------------- | ------------------------------------------ | ------------------ |
| Chicago Red Stars      | Bridgeview, Illinois | SeatGeek Stadium                           | 22.000             |
| Houston Dash           | Houston, Texas       | BBVA Stadium                               | 7.000              |
| North Carolina Courage | Cary, North Carolina | WakeMed Soccer Park                        | 10.000             |
| OL Reign               | Tacoma, Washington   | Cheney Stadium                             | 6.500              |
| Orlando Pride          | Orlando, Florida     | Exploria Stadium                           | 25.517             |
| Portland Thorns FC     | Portland, Oregon     | Providence Park                            | 25.218             |
| Sky Blue FC            | Harrison, New Jersey | Red Bull Arena                             | 25.000             |
| Utah Royals FC         | Sandy, Utah          | Rio Tinto Stadium                          | 20.213             |
| Washington Spirit      | Washington, D.C.     | Maryland SoccerPlex Segra Field Audi Field | 5.126 5.000 20.500 |

| Red Stars |

| Dash |

| Courage |

| Pride |

| Thorns |

| OL Reign |

| Sky Blue |

| Royals |

| Spirit |

| Red Stars |

| Dash |

| Courage |

| Pride |

| Thorns |

| OL Reign |

| Sky Blue |

| Royals |

| Spirit |

Der Sky Blue FC sollte in das Stadion des MLS-Teams New York Red Bulls, die Red Bull Arena in Harrison in New Jersey, umziehen. Das Team von Washington Spirit sollte seine zwölf Heimspiele zu gleichen Teilen im Maryland SoccerPlex sowie in dem vom MLS-Team D.C. United genutzten Audi Field und im Segra Field, welches die zweite Mannschaft von D.C. United nutzt, austragen.

## Spielerinnen
Vor der Saison erfolgte bei der sogenannten Player Allocation die Zuweisung von Nationalspielerinnen der Vereinigten Staaten und Kanadas an die neun teilnehmenden Franchises.
→ National Women’s Soccer League 2020/Player Allocation
Daran schloss sich eine sogenannte Draft-Runde an, in der die Teams College-Spielerinnen unter Vertrag nehmen konnten:
→ National Women’s Soccer League 2020/College-Draft

## Modus
In der regulären Saison sollte jedes Team insgesamt 24 Spiele absolvieren, davon je zwölf Heim- und Auswärtsspiele. Gegen jedes Team sollte jede Mannschaft je drei Spiele austragen.
Die vier am Ende der Saison bestplatzierten Teams sollten sich für die Play-offs qualifizieren.

## Statistiken

### Tabelle
| Pl. | Verein                 | Sp. | S | U | N | Tore    | Diff. | Punkte |
| --- | ---------------------- | --- | - | - | - | ------- | ----- | ------ |
| 1.  | North Carolina Courage | 0   | 0 | 0 | 0 | 000:000 | ±0    | 0      |
| 1.  | Chicago Red Stars      | 0   | 0 | 0 | 0 | 000:000 | ±0    | 0      |
| 1.  | Portland Thorns FC     | 0   | 0 | 0 | 0 | 000:000 | ±0    | 0      |
| 1.  | OL Reign               | 0   | 0 | 0 | 0 | 000:000 | ±0    | 0      |
| 1.  | Washington Spirit      | 0   | 0 | 0 | 0 | 000:000 | ±0    | 0      |
| 1.  | Utah Royals FC         | 0   | 0 | 0 | 0 | 000:000 | ±0    | 0      |
| 1.  | Houston Dash           | 0   | 0 | 0 | 0 | 000:000 | ±0    | 0      |
| 1.  | Sky Blue FC            | 0   | 0 | 0 | 0 | 000:000 | ±0    | 0      |
| 1.  | Orlando Pride          | 0   | 0 | 0 | 0 | 000:000 | ±0    | 0      |

## Trainerwechsel
| Verein         | Tabellenplatz | Trainer           | Trennung           | Grund                            | Nachfolger       | Bekanntgabe        | Quelle        |
| -------------- | ------------- | ----------------- | ------------------ | -------------------------------- | ---------------- | ------------------ | ------------- |
| OL Reign       | 4.            | Vlatko Andonovski | 28. Oktober 2019   | Rücktritt (von USWNT angeheuert) | Farid Benstiti   | 17. Januar 2020    | [ 8 ] [ 9 ]   |
| Sky Blue FC    | 8.            | Freya Coombe      | 17. Dezember 2019  | Beförderung zur Cheftrainerin    | Freya Coombe     | 17. Dezember 2019  | [ 10 ]        |
| Utah Royals FC | 6.            | Laura Harvey      | 6. Januar 2020     | einvernehmliche Trennung         | Craig Harrington | 7. Februar 2020    | [ 11 ] [ 12 ] |
| Utah Royals FC | –             | Craig Harrington  | 20. September 2020 | Freistellung                     | Amy LePeilbet    | 20. September 2020 | [ 13 ]        |

## NWSL Challenge Cup
Im Juni und Juli 2020 wurde der Challenge Cup ausgetragen. Dieser stellte den ersten Wiederbeginn einer professionellen Sportart in den Vereinigten Staaten während der Pandemie dar und fand in einer „Blase“ in Salt Lake City statt. Die Houston Dash gewannen den Challenge Cup mit einem Sieg im Finale gegen die Chicago Red Stars.

## Fall Series
Die neun NWSL-Teams wurden in drei regionale Gruppe mit jeweils drei Mannschaften aufgeteilt. In jeder Gruppe trugen die Teams im Zeitraum vom 5. September bis 17. Oktober insgesamt vier Spiele (je zwei Heim- und zwei Auswärtsspiele) gegen die jeweiligen Gruppengegner aus.
| Nordost                                               | Süd                                                     | West                                             |
| ----------------------------------------------------- | ------------------------------------------------------- | ------------------------------------------------ |
| - Chicago Red Stars - Sky Blue FC - Washington Spirit | - Houston Dash - North Carolina Courage - Orlando Pride | - OL Reign - Portland Thorns FC - Utah Royals FC |

Am 4. September gab die NWSL bekannt, dass der Gewinner der Fall Series den Verizon Community Shield sowie 25.000 US-Dollar für einen wohltätigen Zweck erhält; 15.000 bzw. 10.000 US-Dollar gehen an den Zweit- bzw. Drittplatzierten. Der Portland Thorns FC gewann die Fall Series und den Verizon Community Shield und spendete die Prämie von 25.000 US-Dollar an „Mimi's Fresh Tees“, einen lokalen Hersteller von Bekleidung mit Botschaften für soziale Gerechtigkeit.

### Tabelle
| Pl. | Verein                 | Sp. | S | U | N | Tore    | Diff. | Punkte |
| --- | ---------------------- | --- | - | - | - | ------- | ----- | ------ |
| 1.  | Portland Thorns FC     | 4   | 3 | 1 | 0 | 010:300 | +7    | 10     |
| 2.  | Houston Dash           | 4   | 3 | 0 | 1 | 012:700 | +5    | 09     |
| 3.  | Washington Spirit      | 4   | 2 | 1 | 1 | 005:400 | +1    | 07     |
| 4.  | Sky Blue FC            | 4   | 2 | 0 | 2 | 006:700 | −1    | 06     |
| 5.  | North Carolina Courage | 4   | 1 | 2 | 1 | 008:100 | −2    | 05     |
| 6.  | Chicago Red Stars      | 4   | 1 | 1 | 2 | 007:700 | ±0    | 04     |
| 7.  | OL Reign               | 4   | 1 | 1 | 2 | 006:800 | −2    | 04     |
| 8.  | Orlando Pride          | 4   | 0 | 2 | 2 | 005:800 | −3    | 02     |
| 9.  | Utah Royals FC         | 4   | 0 | 2 | 2 | 003:800 | −5    | 02     |